# Marco Rohrer
Marco Rohrer (15 juli 1987) is een Zwitsers skeletonracer.

## Carrière
Roher maakte zijn wereldbekerdebuut in het seizoen 2015/16 en bleef twee seizoenen actief in de wereldbeker, beide seizoen werd hij 17e.
In 2015 nam hij deel aan het wereldkampioenschap in Winterberg waar hij 17e werd. De volgende twee jaar nam hij ook deel maar kon dit niet meer evenaren, hij werd respectievelijk 22e in 2016 en 23e in 2017.

## Resultaten

### Wereldkampioenschappen
| Jaar | Plaats     | Resultaat       |
| ---- | ---------- | --------------- |
| 2015 | Winterberg | 17e Individueel |
| 2016 | Igls       | 22e Individueel |
| 2017 | Königssee  | 23e Individueel |

### Wereldbeker
Eindklasseringen
| Seizoen   | Rang |
| --------- | ---- |
| 2015/2016 | 17e  |
| 2016/2017 | 17e  |